# Gaston Rébuffat

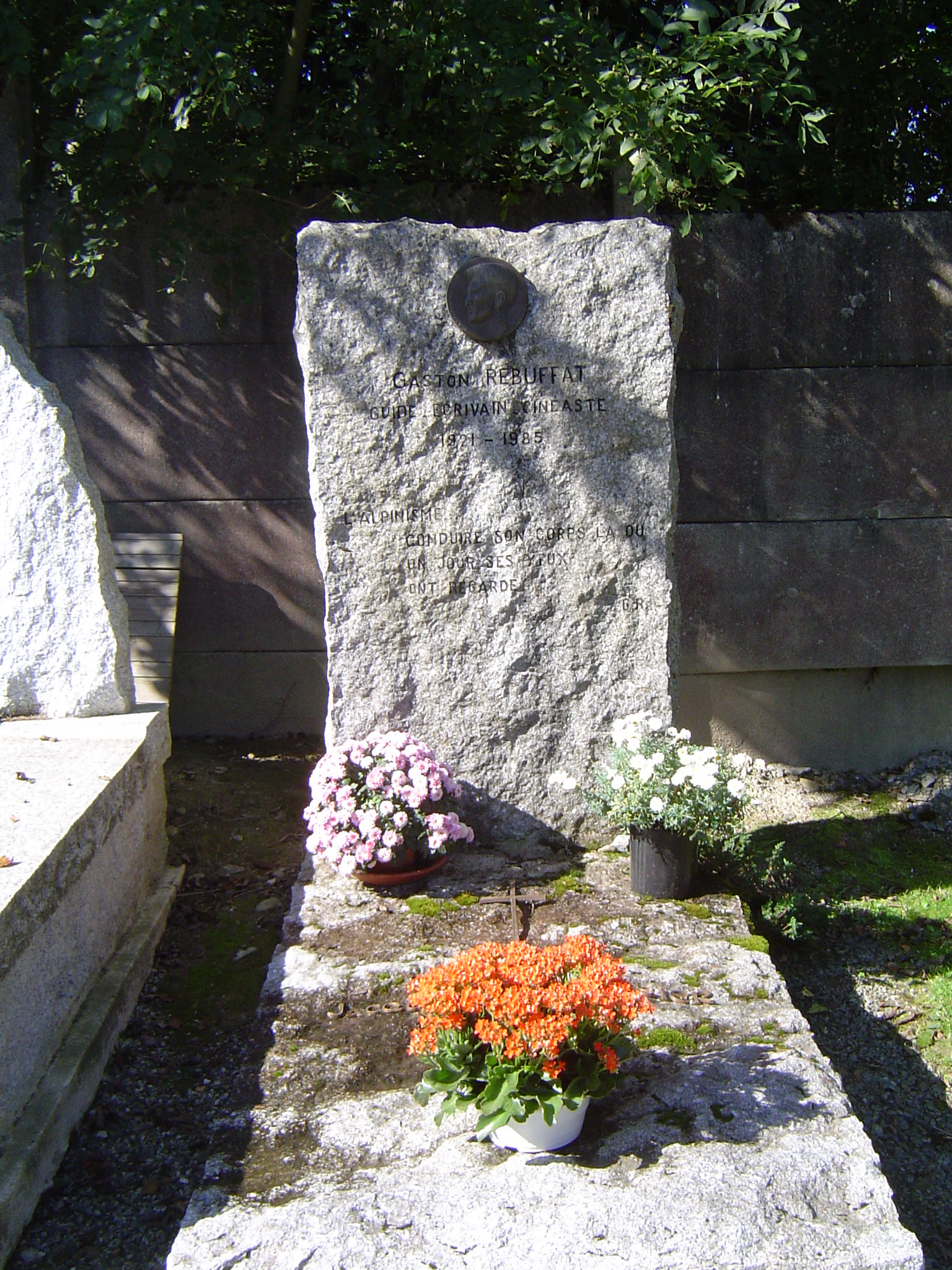
Gaston Rébuffats gravsten.

Gaston Rébuffat, född 7 maj 1921 i Marseille, död 31 maj 1985, var en fransk välkänd klättrare och bergsguide. 1984 mottog han den prestigefyllda Hederslegionen.
Rébuffat började klättra i Calanques och blev bergsguide 1942. Han nådde internationell uppmärksamhet när han var en av fyra män som deltog i en fransk expedition under den första bestigningen av Annapurna, vilket är det första berget över 8 000 m ö.h. att bestigas. Hans mest berömda bergs bedrift var att bli den första människan att bestiga alla de sex av de nordliga huvudtopparna i Alperna: Grandes Jorasses, Piz Badile, Petit Dru, Matterhorn, Cima Grande di Lavaredo, och Eiger.
Han var även känd för sitt lyriska skrivande då han skrev ett flertal böcker om bergsklättring. Hans mest kända verk är Etoiles et Tempêtes(Starlight and Storm), första gången utgiven på franska 1954 och på engelska 1956. Här nedan följer hans böcker:
- Starlight and Storm: The Ascent of six great North Faces of the Alps, J.M. Dent, London 1956.
- Mont Blanc To Everest Thames & Hudson, 1956. Översatt från franska Du Mont Blanc a l'Himalaya 1955.
- Calanques (with Gabriel M. Ollive) Arthaud, Paris 1957.
- On Ice and Snow and Rock Nicholas Kaye Ltd 1963 Översatt från franska 1959 Edition published by EGI. ISBN 0-19-519149-8
- Un Guide Raconte Hachette, Paris, 1964.
- Men and the Matterhorn Oxford University Press 1967.
- Between Heaven and Earth (with Pierre Tairraz). Kaye and W, 1970. ISBN 0-7182-0513-8
- Les Horizons Gagnés Editions Denoël, 1975.
- La Montagne Est Mon Domaine Éditions Hoëbeke, Paris 1994.
- The Mont Blanc Massif: The Hundred Finest Routes. Bâton Wicks, 2005. ISBN 1-898573-69-7